# Гончарівка (Вінницький район)
Гончарі́вка (колишня назва — Майдан-Стасів) — село в Україні, у Літинській селищній громаді Вінницького району Вінницької області. Населення становить 107 осіб. Більшість населення складають люди похилого віку[джерело?].

## Історія
За спогадами отамана українського повстанського руху Якова Гальчевського(Орла),19 січня 1922 року повстанці в селі стратили зрадника - агента чека Пилипа Ляшука,за доносами якого було страчено багато патріотів.Того дня зрадник з мішком награбованого добра ішов селом.За законами військового часу йому було відрубано голову і настромлено її на палю на перехресті з відповідним написом. Повстанці стратили і близько півсотні співробітників зрадника в усьому Літинському повіті.
12 червня 2020 року, відповідно до Розпорядження Кабінету Міністрів України № 707-р «Про визначення адміністративних центрів та затвердження територій територіальних громад Вінницької області», увійшло до складу Літинської селищної громади.
19 липня 2020 року, в результаті адміністративно-територіальної реформи та ліквідації Літинського району, село увійшло до складу Вінницького району.